# Spaniocercoides jacksoni
Spaniocercoides jacksoni är en bäcksländeart som beskrevs av Mclellan 1991. Spaniocercoides jacksoni ingår i släktet Spaniocercoides och familjen Notonemouridae. Inga underarter finns listade i Catalogue of Life.